# Good Bye Copenaghen/Marjorie
Good Bye Copenaghen/Marjorie è un singolo del cantautore italiano Edoardo Bennato, pubblicato nel 1971.

## Descrizione
Il quarto singolo di Bennato, terzo ed ultimo inciso con la Numero Uno, prodotto da Alessandro Colombini, contiene i brani Goodbye Copenaghen e Marjorie il cui testo è in inglese, sono scritte entrambe da Edoardo. La copertina del disco è di Caesar Monti in cui Bennato è a mezzo busto con gli occhiali da sole. Il disco fu poco pubblicizzato dalla casa discografica, le vendite di conseguenza furono scarse ed anche in radio non venne quasi mai passato. Ciò fu dovuto anche alle lotte interne alla Numero Uno, che vide gli stessi Colombini e Bennato abbandonare dopo quest'ultimo lavoro l'etichetta milanese.

I brani di questo 45 giri, così come i precedenti due incisi per la Numero Uno, sono stati ristampati in CD in tiratura limitata dal mensile specializzato "Raro!", all'inizio degli anni novanta, riproducendo le tre diverse copertine.

## Tracce
Lato A
1. Good Bye Copenaghen – 3:18 (Edoardo Bennato)

Lato B
1. Marjorie – 3:23 (Edoardo Bennato)